# Zigarettendrehmaschine

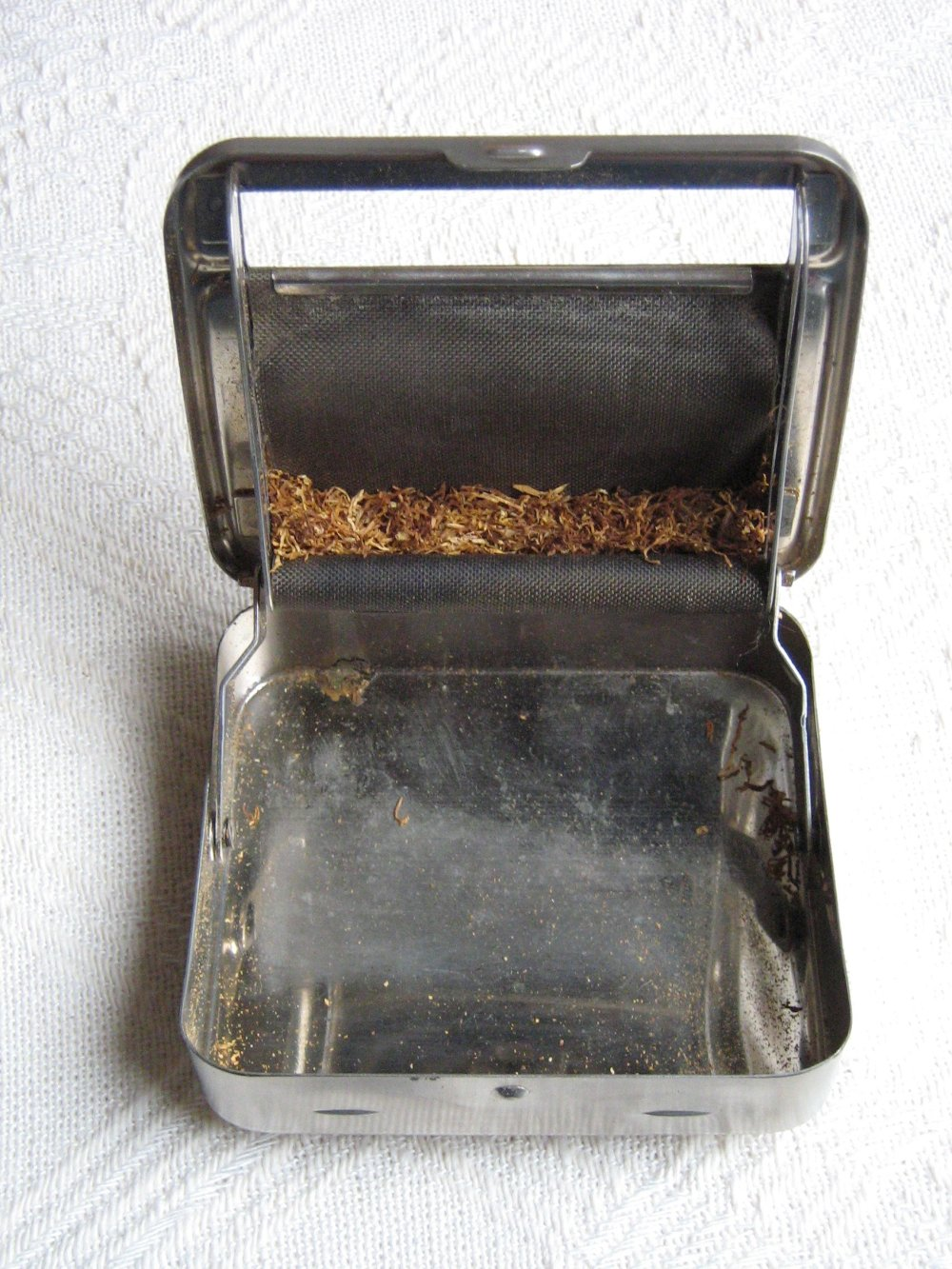
Zigarettendrehmaschine mit eingelegtem Tabak. Das gezeigte Modell ähnelt der ACIMA.

Eine Zigarettendrehmaschine dient Tabakrauchern als Erleichterung bei der Herstellung selbstgedrehter Zigaretten. Es sind verschiedene Modelle am Markt; einige seit mindestens 1970 ohne Designänderungen. Eine Zigarettendrehmaschine ist nicht zu verwechseln mit einer Zigarettenstopfmaschine, mit der Tabak in eine vorfabrizierte Zigarettenhülse gestopft wird. Zigarettendrehmaschinen sind im Gegensatz zu Zigarettenstopfern sowohl zur Anfertigung filterloser Zigaretten als auch Filterzigaretten geeignet.
Die Funktionsweise der verschiedenen Modelle ähnelt sich stark. Ein über ein oder zwei Rollen locker gespanntes endloses Textil- oder Kunststoffband nimmt den Tabak auf. Durch Schließen der Rollen bzw. des Deckels spannt sich das Band um den Tabak und formt zusammen mit der Drehbewegung des Bandes den Tabak in die gewünschte zylindrische, bei manchen Varianten auch konische, Wulst. Die Zugabe des am Kleberand angefeuchteten Zigarettenpapiers geschieht durch den Spalt zwischen beiden Rollen. Die Drehbewegung zieht das Papier hinein und umhüllt so den Tabakwulst.

## Modelle
- Zu den Klassikern zählt Efkas Zigarettenschatulle ACIMA. Bei der ACIMA ist das Stofftuch kein Endlosband, es wird durch zwei meistens genähte Säume mit durchgeführten Stahlachsen gehalten. Möglich ist auch eine Befestigung durch Metallklammern. Bei der geöffneten ACIMA wird das Stofftüchlein hinter der Rolle mit Tabak gefüllt und ein am Kleberand angefeuchtetes Zigarettenpapier dahinter eingesteckt. Die Rolle selbst wird durch Seitenführungen beim Zuklappen nach oben gedrückt. Dadurch ergibt sich beim nun eingeklemmten Tabak eine Drehbewegung, die den Tabak in das Papier einwickelt und die fertige Zigarette durch einen Schlitz an der Oberseite des Deckels auswirft.

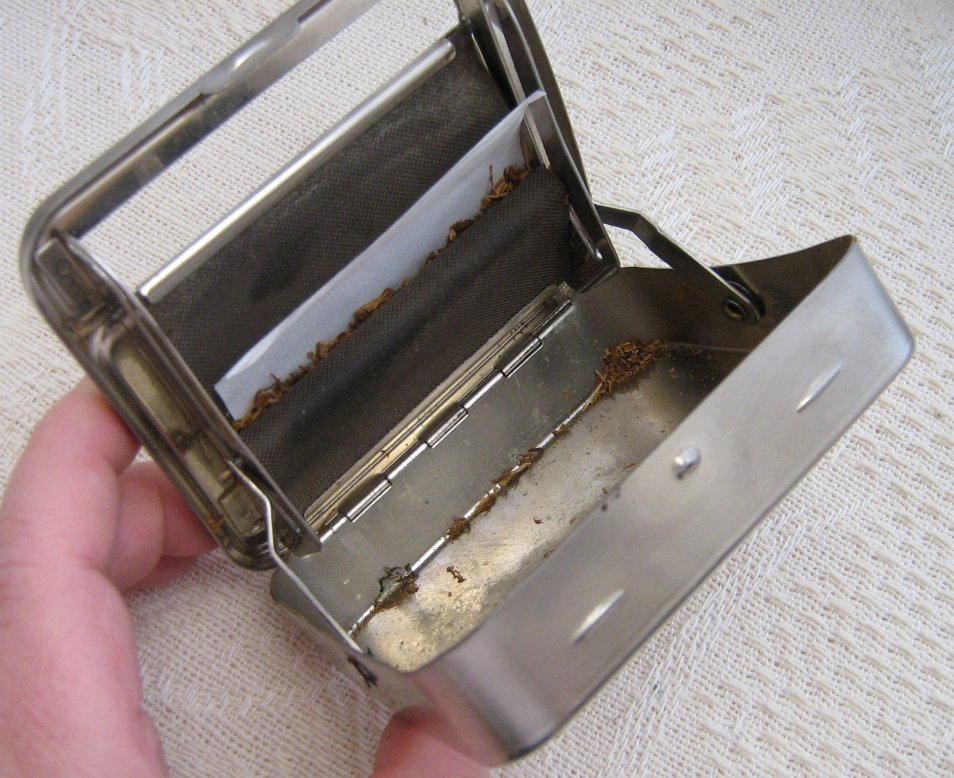
Nach dem Einlegen von Tabak und Papier wird das Kästchen zugeklappt.
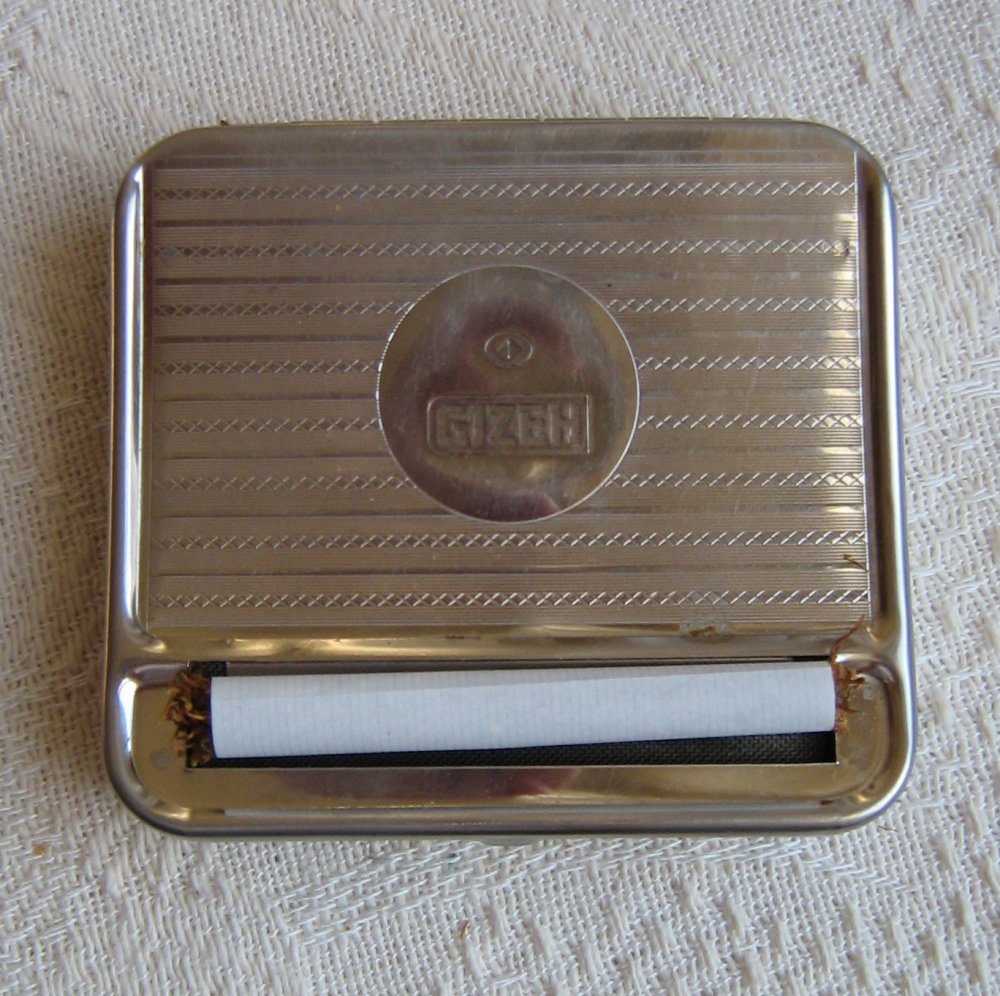
Die Drehmaschine wirft die fertige Zigarette aus.

Einfachere Modelle sind nicht verschließbar und dienen nicht zugleich als Etui. In der Regel sind sie eine Konstruktion mit zwei Rollen.